# 鲍勃·多尔
罗伯特·约瑟夫·“鲍勃”·多尔（英語：Robert Joseph "Bob" Dole，1923年7月22日—2021年12月5日），美国律师、政治人物，美国共和党人，曾任美国众议院议员（1961年－1969年）和美国参议院议员（1969年－1996年）。

## 政治生涯
鲍勃·杜爾是1996年共和党总统候选人和1976年共和党副总统候选人，他是共和黨的資深政治家。
1976年他和總統杰拉尔德·福特拍擋競選但失敗。1980年共和黨重奪參議院的控制權後，他擔任參議院財務委員會主席。
1985－1987年和1995－1996年擔任參議院多數黨領袖，1987－1995年擔任參議院少數黨領袖。1988年他曾參與共和黨的總統初選。
1996年6月11日辭去參議院多數黨領袖，儘管他年事已高（73歲），但仍參與當年的總統競選，最終他以41%普選票和159張選舉人票敗給時任民主黨總統比爾·柯林頓，至於第三方候選人羅斯·佩羅則比前次總統選舉要式微，而共和黨在選舉後仍然繼續控制參眾兩院。

## 个人生活
鲍勃·杜爾的妻子伊丽莎白·多尔（Elizabeth Dole）曾任美国劳工部长、美国运输部长及美国联邦参议员。（她所代表的州與其夫婿不同，為北卡羅萊納州。）杜爾和前妻育有一女。

## 外部連結
- DOLE Robert Joseph（1923－2021） （页面存档备份，存于）
- His official website （页面存档备份，存于）
- His remarks at the dedication of the Dole Institute of Politics at the University of Kansas
- His memorial to Ronald Reagan after Reagan's death (registration required) （页面存档备份，存于）
- The Robert J. Dole Institute of Politics （页面存档备份，存于）
- His biography on Alston & Bird's website
- CNN AllPolitics review of his early life （页面存档备份，存于）
- Remarks at the Presentation Ceremony for the Presidential Citizens Medal - January 18, 1989 （页面存档备份，存于）
- Bob Dole在互联网电影资料库（IMDb）上的資料（英文）
- Booknotes interview with Dole on Historical Almanac of the United States Senate, September 9, 1990.
- C-Span interviews with Bob Dole